# Liste des évêques de Bafatá
Liste des évêques de Bafatá
(Dioecesis Bafatanus)
L'évêché de Bafatá est créé le 13 mars 2001.

## Liste des évêques
- depuis le 13 mars 2001 : Carlos Zilli (Carlos Pedro Zilli)

## Sources
- L'ANNUAIRE PONTIFICAL, sur le site http://www.catholic-hierarchy.org, à la page